# Juan de Mena (Paraguay)
Juan de Mena è un centro abitato del Paraguay, situato nel Dipartimento di Cordillera, a 145 km dalla capitale del paese, Asunción. Forma il più esteso dei 20 distretti in cui è diviso il dipartimento.

## Popolazione
Al censimento del 2002 la località contava una popolazione urbana di 523 abitanti (5.486 nel distretto).

## Caratteristiche
Situata al nord del dipartimento di Cordillera, Juan de Mena soffre un forte isolamento dovuto alla mancanza di vie di comunicazione stabili con il resto del paese. La popolazione si dedica all'agricoltura e all'allevamento.